# Maurice FitzGerald (6. książę Leinster)
Maurice FitzGerald (1 marca 1887 - 4 lutego 1922 w Edynburgu), brytyjski arystokrata irlandzkiego pochodzenia, najstarszy syn Geralda FitzGeralda, 5. księcia Leinster i lady Hermione Duncombe, córki 1. barona Feversham.
Tytuł ojcowski odziedziczył w 1893 r. mając zaledwie 6 lat. Zyskał również prawo do zasiadania w Izbie Lordów, ale nie mógł z niego korzystać z powodu choroby psychicznej. Został w końcu umieszczony w zakładzie dla obłąkanych w Edynburgu, gdzie zmarł w wieku 35 lat. Nigdy się nie ożenił i nie pozostawił potomstwa. Tytuł książęcy przypadł jego młodszemu bratu.